# Espinal (kommun i Mexiko, Veracruz)
Espinal är en kommun i Mexiko.   Den ligger i delstaten Veracruz, i den sydöstra delen av landet, 190 km nordost om huvudstaden Mexico City. Antalet invånare är 24 823. Arean är 100 kvadratkilometer. Espinal gränsar till Coatzintla.
Terrängen i Espinal är huvudsakligen platt.
Följande samhällen finns i Espinal:
- Santa Isabel
- El Pacífico
- Buenavista
- La Noria
- Chapultepec
- Zacate Limón
- El Ermitaño
- Oriente Medio Día
- Poza Larga Miradores
- Colonia Guadalupe de Hidalgo
- La Luna
- Zapote Chico
- La Guadalupe
- Cinco de Octubre
- Colonia Mediodía
- El Zapotal
- Colonia Cuauhtémoc
- Nuevo Ojite
- Garranchos
- El Peñón